# Félix Michelet
Pour les articles homonymes, voir Michelet.
Félix Henri Léon Michelet, né le 12 mai 1863 à Paris 10e et mort le 24 mars 1922 à Compiègne,  est un skipper français. 

## Carrière
Félix Michelet, avec son frère Émile, participe aux courses de voile des Jeux olympiques d'été de 1900. À bord du Turquoise, il remporte la médaille de bronze en course toutes catégories et termine quatrième de la course de classe 3-10 tonneaux. 
Avec l'équipage du Scamasaxe, il remporte la médaille de bronze olympique dans la première course de classe ½-1 tonneau. Dans la deuxième course, le Scamasaxe termine deuxième, mais cette épreuve n'est pas reconnue par le Comité international olympique.